# August Tholuck
Friedrich August Tholuck, né le 30 mars 1799 à Breslau (Basse-Silésie) et mort le 10 juin 1877 à Halle (province de Saxe), est un théologien protestant et professeur de théologie allemand.

## Biographie
August Tholuck reçoit sa formation au lycée Sainte-Marie-Madeleine de Breslau, puis à l'université de Breslau et à celle de Berlin.
En 1821, il publie sa thèse, Ssufismus [sic], sive theosophia Persarum pantheistica (Soufisme, ou la théosophie panthéiste des Perses). Avec ce titre, il forge le terme soufisme qui apparaît ainsi pour la première fois dans une langue occidentale.   
Après la parution en 1823 de Guido und Julius: Die Lehre von der Sünde und vom Versöhner, oder: Die wahre Weihe des Zweiflers (Guido et Julius : La doctrine du péché et du réconciliateur, ou la vraie consécration du sceptique), l'un de ses ouvrages les plus connus, traduit en plusieurs langues, August Tholuck est nommé professeur de théologie à l'université Martin-Luther de Halle-Wittemberg, épicentre du rationalisme allemand, où il devient membre du consistoire de l'Église protestante de l'Union prussienne. Il entreprend alors une synthèse entre l'enseignement rationaliste de Johann Salomo Semler et le piétisme d'August Hermann Francke.  
Outre ses commentaires sur l'Épître aux Romains, l'Évangile selon Jean, le Sermon sur la montagne et l'Épître aux Hébreux, et plusieurs volumes de sermons, il publie Stunden christlicher Andacht (Heures de dévotion chrétienne) (1839) en réponse à Johann Heinrich Daniel Zschokke, et Glaubwürdigkeit der evangelischen Geschichte (Crédibilité de l'histoire évangélique) (1837) en réponse à la Vie de Jésus de David Strauss.
Le souhait de Tholuck de créer un dortoir pour les étudiants démunis est réalisé par son épouse Mathilde de Gemmingen-Steinegg, fille de Jules de Gemmingen-Steinegg, en 1870, et de nombreuses dotations permettent permis d'agrandir le bâtiment qui, après quelques années, déménage de la Mittelstraße dans un bâtiment plus grand.